# 참을 수 없는 사랑 (2003년 영화)
《참을 수 없는 사랑》(영어: Intolerable Cruelty)은 2003년에 공개된 조엘 코언과 이선 코언 감독의 로맨틱 코미디 영화이며, 브라이언 그레이저과 코언 형제가 제작했다.

## 출연

### 주연
- 조지 클루니
- 캐서린 제타 존스

### 조연
- 제프리 러쉬
- 세드릭 더 엔터테이너
- 에드워드 허먼
- 폴 어델스타인
- 리차드 젠킨스
- 빌리 밥 손튼

## 기타
- 제작팀장: 로버트 그래프
- 제작부: 존 캐머런
- 제작부: 그랜트 헤슬로브
- 미술: 레슬리 맥도널드
- 의상: 메리 조프레즈
- 배역: 엘렌 체노워스

## 정보
- 개봉일: 2003년 10월 31일
- 등급: 15세 이상 관람가